# 우리들 사이
우리들 사이(프랑스어: Coup de foudre)는 프랑스에서 제작된 디안 퀴리스 감독의 1983년 영화이다. 미우미우 등이 주연으로 출연하였고 아리엘 제툰 등이 제작에 참여하였다.

## 출연

### 주연
- 미우미우
- 이자벨 위페르

### 조연
- 기 마르샹
- 장피에르 바크리
- 로뱅 레누치
- 파트리크 보쇼
- 자클린 두아얭
- 크리스틴 파스칼
- 프랑수아 클뤼제
- 도미니크 라바낭
- 드니 라방
- 닐스 타베르니에

## 제작진
- 미술: 자크 뷔프누아르
- 의상: 미크 셰미날